# یول‌آغزی (پوسوف)
یول‌آغزی (به ترکی استانبولی: Yolağzı) یک منطقهٔ مسکونی در ترکیه است که در پوسوف واقع شده‌است.